# Duncan Canal (Alaska)
Duncan Canal is een natuurlijk kanaal in de Alexanderarchipel in de Alaska Panhandle in het zuidoosten van Alaska in de Verenigde Staten.

## Geografie
Het waterlichaam dringt diep door in Kupreanof Island en scheidt Lindenberg Peninsula van het hoofdeiland. Het hoofdeiland vormt de westkust van het kanaal, het schiereiland en Woewodski Island de oostkust. In het zuidoosten mondt tussen het schiereiland en Woewodski Island de Wrangell Narrows uit in het kanaal. Butterworth Island ligt in de monding van het Duncan Canal, waar het uitmondt in de Sumner Strait, voorbij het grotere Woewodski Island.
De Duncan Canal Portage is een populaire wandelroute door het noordelijke uiteinde van het Lindenberg Peninsula. Het bood oorspronkelijk toegang tot het noordelijke uiteinde van het Duncan Canal rechtstreeks vanuit Frederick Sound.
Het waterlichaam ligt in de mariene ecoregio Noord-Amerikaans Pacifisch Fjordland.

## Geschiedenis
Het werd voor het eerst in kaart gebracht in 1793 door James Johnstone, een van de officieren van George Vancouver tijdens zijn expeditie van 1791-1795. Het is vernoemd naar de Engelse missionaris William Duncan.